# 尤里·库普利亚科夫
尤里·维克托罗维奇·库普利亚科夫（俄語：Юрий Викторович Купляков，1930年9月8日—2020年2月25日），苏联外交官。前驻尼日利亚大使。

## 生平
1930年9月8日出生。1955年毕业于莫斯科國立國際關係學院，后在外交部工作。历任苏联驻以色列和伊拉克大使馆随员，驻乌干达大使馆二秘（1963年－1966年），驻墨西哥大使馆一秘（1968年－1971年）、参赞（1971年－1973年），驻埃塞俄比亚大使馆公使衔参赞（1977年－1980年），驻尼日利亚特命全权大使（1985年－1990年）。
库普利亚科夫还曾在苏联外交部的中东司，然后是第二欧洲司，第三非洲司工作过。1990年回国后，在外交部加盟共和国办公室工作。1991年苏联解体后，任俄罗斯外交部獨立國家聯合體事务局顾问。
曾获各民族人民友谊勋章一枚，奖章多枚，俄罗斯苏维埃联邦社会主义共和国最高苏维埃主席团荣誉证书一份。2020年2月25日，终年89岁。